# 조엘 폼라

조엘 폼라(Joël Pommerat, 1963년 2월 28일 ~ )는 프랑스의 작가이자 감독이다.
1963년 프랑스 로안에서 출생했다. 열여섯 살에 연극에 대한 열정을 발견하고 학교를 그만두었다. 열여덟 살에 연극배우가 되기 위해 파리로 간 그는 이듬해에 극단 테아트르 드 라 마스카라에 입단한다. 배우라는 직업에 회의를 느껴 스물세 살부터는 글쓰기에 전념하기 시작한다. 4년간 집중적으로 독학하고 극작을 한다.
스물일곱 되던 해인 1990년에 첫 창작극 ＜다카르 길(Le chemin de Dakar)＞(모놀로그)을 직접 연출해서 파리 클라벨극장에서 공연한다. 이 공연을 계기로 같은 해 ‘극단 루이 브루이야르(Louis Brouillard)’를 창단한다. 브루이야르는 프랑스어로 안개라는 뜻인데, 아버지 이름(Louis)과 영화 발명가 뤼미에르 형제(Auguste et Louis Lumière), 그리고 태양극단(Théâtre du Soleil)에서 영감을 받아 작명했다고 한다. 이후 지금까지 주로 자기 극단 배우들과 연습하면서 쓴 자신의 희곡을 자기 극단 배우들하고만 공연하는 방식을 고수하고 있다.
2006년에 ＜이 아이＞로 평론가협회의 프랑스어 희곡 대상을 받았다. 2007년에는 ＜상인들＞로 극문학 대상을 받았다. 그가 이끄는 극단 루이 브루이야르는 2010년에는 ＜서클/픽션들＞로, 2011년에는 ＜나의 차가운 방＞으로 몰리에르극단상을 받았다. 조엘 폼라는 2011년에 ＜나의 차가운 방＞으로 프랑스어권 작가 부문에서 몰리에르상을 수상했다.
2013년에는 ＜두 한국의 통일＞로 보마르셰 피가로 최고 작가상, 연극 퍼레이드상 부분에서 대중연극공연대상, 평론가협회 프랑스어 희곡 대상을 수상했다. 극단 루이 브루이야르는 파리 시, 아르카디 시, 창작지원협회(ADAMI)와 극작연구소(DMDTS) 등으로부터 후원을 받고 있다.